# Via Ricardo J. Alfaro

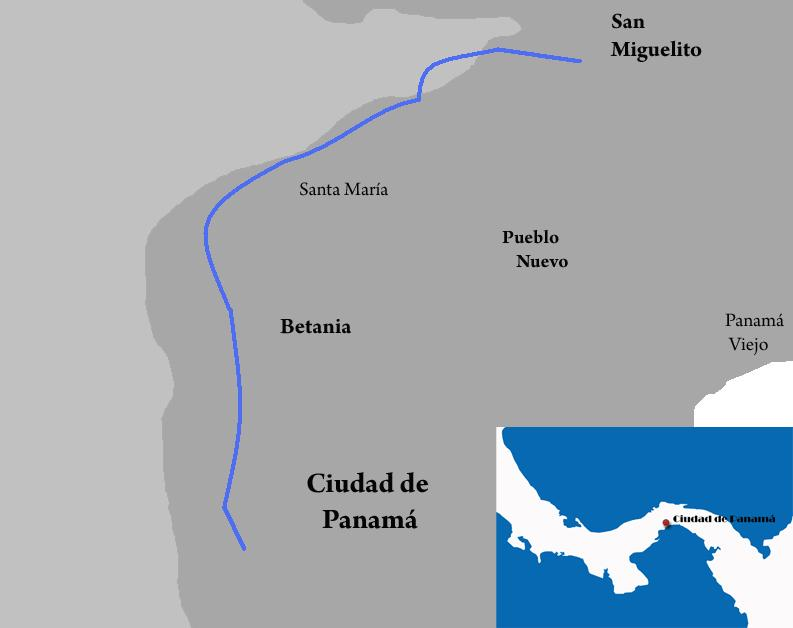
Mapa da Via Ricardo J. Alfaro

A Via Ricardo J. Alfaro ou Tumba Muerto, como se conhece popularmente. É uma das 3 artérias principais da Cidade do Panamá, junto com a Via Simón Bolívar e a Via Espanha. Na mesma circulam uns 65 mil veículos diariamente
A Tumba Muerto nasce da interseção com a Avenida Manuel Esponiza que passa por debaixo da Ponte da Via Simón Bolívar, Ponte da Cervejaria ou da Universidade Nacional do Panamá. Percorre todo o Corregimento de Bethania, até unir-se com a Avenida Domingo Díaz ou via Tocumen.

## Apelido
Existe uma lenda urbana que contam que faz alguns anos, que estes terrenos eram grandes potreros onde seus donos mantinham gado. Trabalhadores destes potreros se queixavam que se encontravam com um morto que sai na madrugada. Assim Don José María (dono) averiguou que o tal morto, era um indivíduo que se amarrava a uma árvore com uma soga larga, e daí podia andar de um lado para outro assustando desta maneira aos pobres transeuntes, que ao assustar-se com o fantasma, jogavam ao solo todo o que tinham em suas mãos; então "o morto" se soltava e recolhia o botín.
E desde esse dia se chama a esse terreno, onde se levanta a via Ricardo J. Alfaro, a Tumba Muerto.

### Ruas e avenidas
- Avenida Balboa
- Avenida Central
- Calle 50
- Cinta Costeira
- Corredor Norte
- Corredor Sul
- Via Espanha
- Via Simón Bolívar

### Localidades
- Cidade do Panamá

### Edifícios
- Arranha-céus da Cidade do Panamá